# Stafford (Kansas)
Stafford es una ciudad ubicada en el condado de Stafford, Kansas, Estados Unidos. Según el censo de 2020, tiene una población de 959 habitantes.

## Geografía
La localidad está ubicada en las coordenadas 37°57′45″N 98°35′58″O / 37.96250, -98.59944 (37.962372, -98.599332).

## Demografía
Según la Oficina del Censo en 2000 los ingresos medios por hogar en la localidad eran de $27,092 y los ingresos medios por familia eran $32,383. Los hombres tenían unos ingresos medios de $26,307 frente a los $18,438 para las mujeres. La renta per cápita para la localidad era de $16,032. Alrededor del 16.4% de la población estaban por debajo del umbral de pobreza.